# Valter Di Salvo

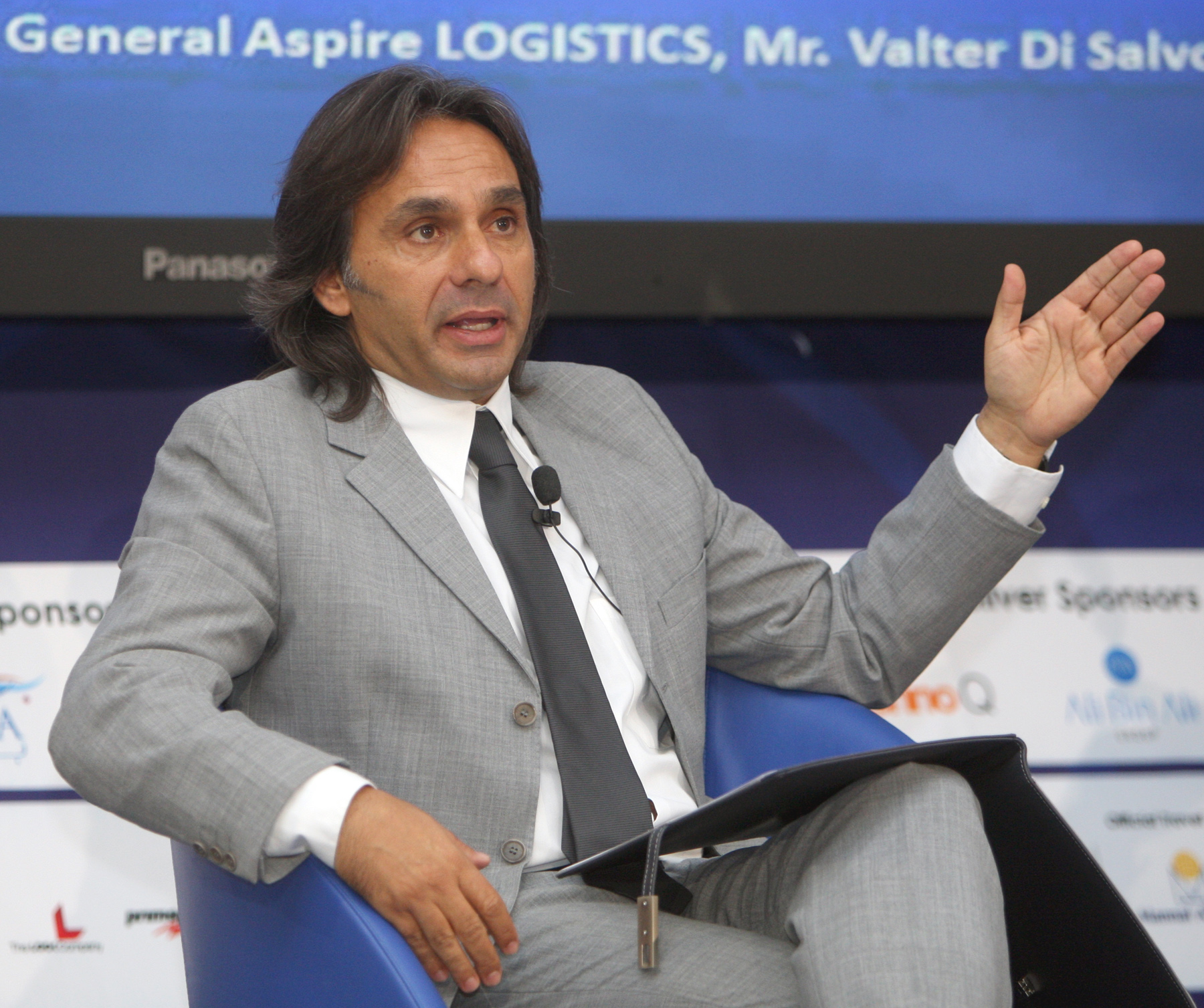
迪·薩爾沃在2011年

巴爾特·迪·薩爾沃（生於1963年7月2日）是阿斯拜爾學院和卡塔爾足球協會足球運動表現與科學總監 ; 他也是阿斯拜爾世界研究員計劃和每年阿斯拜爾學院全球峰會的執行總監。

## 生平
自二零一六年八月起，巴爾特·迪·薩爾沃負責意大利足球聯合會的“Performance e Ricerca” (運動表現和研究) 部門。
迪·薩爾沃於1989年開始進行運動訓練。他的職業生涯始於拉齊奧足球俱樂部 ，他與俱樂部合作了14年。2003年加入皇家馬德里足球俱樂部。2004年他加盟曼徹斯特聯足球俱樂部弗格森爵士的團隊。
迪·薩爾沃於2007年返回皇家馬德里足球俱樂部，在那裡他被任命為皇家馬德里足球俱樂部TEC總監 – 一所由他創造和發展的足球運動表現中心。
2001年，他在里斯本大學獲得運動科學博士學位。由2002年起，他在羅馬福奧意大利大學擔任全職教授，他教授“運動表現培訓方法”。
迪·薩爾沃在不同的國際期刊發表了幾篇科學文章，他還大量參與圍繞足球運動表現領域的學術文獻的創作和討論。

## 體育事業

### 拉齊奧足球俱樂部（1989-2003)
在1989年，迪·薩爾沃成為21歲以下小組二隊（“Primavera”）的體適能教練，並被任命為足球學院體適能部門主任。翌年，他還開始協調一組10名U6-U11組別的教練。
1998年，迪·薩爾沃被任命為拉齊奧足球俱樂部一隊的體適能教練，他擔任該職位直至2003年。在此期間，俱樂部取得歷史上最成功的時期，獲得意甲冠軍，一次歐洲超級杯，歐洲杯冠軍杯，意大利杯和兩次意大利超級杯。

### 皇家馬德里足球俱樂部（2003-2004）
迪·薩爾沃被指定為皇家馬德里足球俱樂部一隊2003-04賽季的體適能教練。當時，皇家馬德里足球俱樂部贏得了西班牙超級杯賽，球員包括大衛·貝克漢姆， 齊達內和羅伯托·卡洛斯等。

### 曼徹斯特聯足球俱樂部（2004-2007）
在2004-05賽季開始之前，迪·薩洛夫由亞歷克斯·弗格森爵士被提名為曼徹斯特聯隊的體適能教練，他的合同續約多三個賽季至2010年。然而，2007年夏天，皇家馬德里足球俱樂部委託他領導俱樂部的運動表現和醫療領域的方向，他並成為皇家馬德里足球俱樂部TEC的領導者。

### 皇家馬德里足球俱樂部（2007-2009）
在他與西班牙俱樂部的第二次合作中，迪·薩爾沃擔任運動表現和醫療領域主任。他創建了皇家馬德里足球俱樂部TEC—俱樂部的運動表現中心，當時被認為是足球運動表現中心的參考。這一成就導致他在美國航空航天局總部介紹培訓方法，並分享他對運動表現的知識 。
作為技術委員會的成員，迪·薩爾沃支持決定聘請以前曾在英國一起工作過的克里斯蒂亞諾·羅納爾多。

### 阿斯拜爾學院和卡塔爾足球協會（2010年至今）
2010年4月，迪·薩爾沃被任命為阿斯拜爾學院學院、卡塔爾足球協會和卡塔爾明星聯賽的足球運動表現和科學總監，目標是提高足球員運動表現，並在全國範圍內調整技術，流程和方法。
自2014年以來，他是阿斯拜爾全球峰會的執行總監，這是一個涉及全球50個頂級俱樂部/聯盟的團體，並創建了一個平台，分享培育青年足球運動表現的經驗。
2016年10月，通過意大利足球聯合會（FIGC）和卡塔爾足球協會（QFA）的諒解備忘錄協議，他被任命為意大利俱樂部“Performance e Ricerca” (運動表現和研究) 部門的負責人。

## 學術經驗
從1995年到2001年，迪·薩洛夫是羅馬福奧意大利大學的助理教授 。
從1998年至2004年，他是羅馬“Tor Vergata”大學體育醫學專業學院的教授，教導運動訓練方法。
從2002年起，迪·薩洛夫是羅馬福奧意大利大學的全職教授，他教授“運動表現培訓方法”。
自2014年以來，他是利物浦約翰·摩爾大學體育與運動科學學院的客座教授。